# Peter Johann Nepomuk Geiger
Peter Johann Nepomuk Geiger (11 de janeiro de 1805 - 29 de outubro de 1880) foi um artista vienense.

## Vida
Nascido em Viena, Geiger queria originalmente seguir a tradição da família e se tornar um escultor, mas o desenho e a pintura eram seu elemento natural. Ele ilustrou Vaterländischen Immortellen ("Imortais da Terra Nativa") de Anton Ziegler de 1839-40. Até 1848, realizou inúmeras ilustrações de obras históricas e poéticas, mas também fez pinturas a óleo para a família real austríaca.
Retornando de uma viagem ao Oriente com o Príncipe Ferdinand Maximilian Joseph em 1850, ele entrou em um período particularmente criativo. Em 1853, ele se tornou professor da Academia de Arte de Viena. Para a família real, ele fez muitos trabalhos, incluindo ilustrações de Goethe, Friedrich Schiller e William Shakespeare. Ele também ilustrou a vida oriental.
Seus desenhos eróticos são particularmente lembrados, embora seja improvável que sejam a obra típica de um pintor da corte.

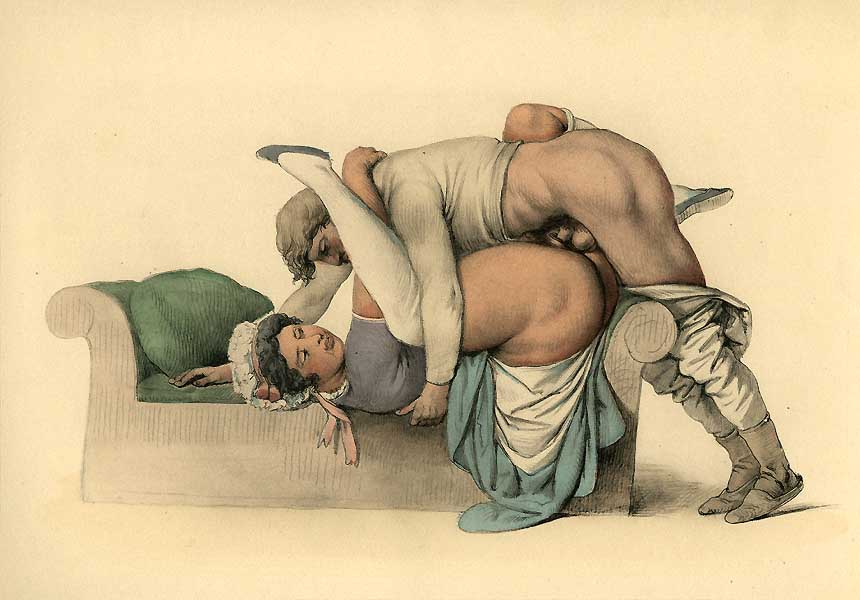
Um dos desenhos eróticos feitos por Johann.

## Referênicas
1. ↑  essler, Gene (2005). The International Engraver's Line. Gene Hessler. p. 109. ISBN 978-0976841104.